# William Wallace (remer)
William Wallace   (Toronto, 12 d'abril de 1904 - Otonabee-South Monaghan, 20 de juliol de 1967) fou un esportista canadenc que va competir durant la dècada de 1920. Destacà especialment en el remer, però també jugà a futbol americà, esport en què guanyà la Grey Cup de 1921.
El 1924 va prendre part en els Jocs Olímpics de París, on guanyà la medalla de plata en la prova del vuit amb timoner del programa de rem.